# Acacia esterhaziae
Acacia esterhaziae é uma espécie de leguminosa do gênero Acacia, pertencente à família Fabaceae.